# Julio César Carmo Faria dos Santos
Júlio César Carmo Faria dos Santos (Jacareí, 16 de julho de 1989), mais conhecido como Júlio, é um treinador e ex-jogador brasileiro de rúgbi, que atuava como 2ª linha. Atualmente comanda o Jacareí Rugby. 
Como jogador, Júlio foi campeão brasileiro de XV pelo São José Rugby e pelo Jacareí Rugby. Como treinador, foi campeão brasileiro de XV pelo Jacareí Rugby e bicampeão brasileiro de Sevens. É vencedor por duas vezes do Troféu Brasil Rugby de melhor treinador de Sevens do Brasil e uma vez do Troféu Brasil Rugby de melhor treinador de XV.

## Títulos

### Como Jogador
São José Rugby
- Campeonato Brasileiro: 2011 e 2012
- Campeonato Paulista: 2010 e 2011

Jacareí Rugby
- Campeonato Brasileiro: 2017[3]
- Taça Tupi: 2014 e 2016
- Paulista 2ª Divisão: 2013
- Paulista Desenvolvimento: 2019

### Como Treinador

#### Jacareí Rugby
- Campeonato Brasileiro: 2017[3]

- Brasileiro 7's: 2017[4] e 2018
- Brasil Sevens Juvenil: 2011
- Taça Tupi: 2016
- Paulista 7's: 2015
- Paulista 2ª Divisão: 2013
- Paulista Desenvolvimento: 2019
- Copa São Paulo de Rugby Infantil: 2010

#### Federação Paulista de Rugby
- Copa Cultura Inglesa Juvenil: 2010, 2012 e 2013

## Prêmios Individuais
- Melhor Treinador de Sevens, pela CBRu : 2016, 2017
- Melhor Treinador de XV, pela CBRu: 2017
- Treinador Revelação, pela Prefeitura de Jacareí: 2015
- Árbitro Revelação, pela CBRu: 2010